# کلودیو آمبو
کلودیو آمبو (انگلیسی: Claudio Ambu؛ زادهٔ ۲ اوت ۱۹۵۸) بازیکن فوتبال اهل ایتالیا است.
از باشگاه‌هایی که در آن بازی کرده‌است می‌توان به باشگاه فوتبال اینتر میلان، باشگاه فوتبال پروجا، باشگاه ورزشی لاتزیو، باشگاه فوتبال آسکولی، باشگاه فوتبال فروزینونه، باشگاه فوتبال مونتسا، و باشگاه فوتبال جنوآ اشاره کرد.